# Эмсден, Элис
Элис Эмсден (англ. Alice Amsden; 1943 — 14 марта 2012) — американский экономист, крупный исследователь в области экономики развития, специалист в области альтернативной политической экономии. 

## Биография
Элис Эмсден окончила Корнеллский университет, затем получила степень «доктора наук» в Лондонской школе экономики и политических наук.
Начинала карьеру в качестве экономиста в Организации Экономического Сотрудничества и Развития (ОЭСР), одновременно преподавала в Калифорнийском Университете, Лос-Анджелес, Гарвардской школе бизнеса и других университетах.
Работала консультантом Всемирного банка, ОЭСР.
В 2002 году была награждена Премией Леонтьева и была названа Scientific American одним из 50 лучших «провидцев», сумевших доказать, что одна программа развития для всех — это идея, которая не приведет к успеху.
В 2009 году была назначена генеральным секретарем на 3 года в Комитете ООН по Политике Развития. Комитет даёт рекомендации совету по развитию секторов и международному сотрудничеству в сфере развития.
Элис Эмсден — автор нескольких книг об индустриализации развивающихся экономики. Её работы подчеркивали важность государства как того, кто управляет этим процессом. Она также считала знание главным фактором экономического роста.

## Научный вклад
- Элис не разделяла общепринятый взгляд на борьбу с бедностью в развивающихся странах и странах третьего мира. Она считала, что само по себе предоставление средств бедным не есть решение, поскольку оно не меняет институциональных и экономических условий, которые и были причиной бедности;
- Аналогичным образом считала, что одно предоставление образование не принесет плодов — необходимо создавать рабочие места;
- Также рассматривала проблему рентоориентированного поведения, призывала к созданию мер по «дисциплинированию капитала», по его контролю для предотвращения создания экстрактивных институтов;
- Критиковала подход, который используется в программах по развитию стран, предлагающий стандартный набор реформ, по которым страна должна развиваться, в книге «Уйти от империи: путешествие развивающегося мира по аду и раю». Во взаимодействии США и развивающихся стран она выделяла две эры: «ад» и «рай». «Раем» она называла взаимовыгодную разумную политику США по отношению к развивающимся странам, предоставлявшую им возможность индивидуальных решений, а «адом» — дальнейшую эпоху империи-диктатора, которая пользуется своим влиянием для проведения жёсткой, основанной на идеологии политики.

Элис доказывала, что чем больше свободы дается стране в определении круга и особенностей реформ, тем быстрее она будет расти. В качестве примера она приводила Индию и Китай, которые достигли впечатляющих темпов роста, следуя собственной программе развития.
- Эмсден много занималась проблемами развивающихся стран, в частности, проблемой догоняющего развития. Она изменила подход к индустриализации развивающихся стран в XX веке, заявив, что ситуация сегодня слишком сильно отличается от той ситуации, в которой происходила индустриализация развитых стран. Сегодня развивающиеся страны не предлагают новых технологий или продуктов; они выходят на рынок, производя уже существующие товары с помощью заимствованных технологий, поэтому им нужны другие преимущества и другой процесс индустриализации. В частности, нужно учитывать их особенности — например, дешевую рабочую силу.

Таким образом, в области экономики развития Элис настаивала на уникальности пути каждой страны, а потому — невозможности создания единой программы для всех.
Она считала, что у каждой страны свой путь развития — так, для Южной Кореи, которая считается обладательницей сравнительного преимущества в производстве риса, Эмсден считала более подходящим вариант специализации на продуктах с более высокой добавленной стоимостью. По её мнению, низкая добавленная стоимость риса не позволит выйти на устойчивый рост.

## Книги
Элис Эмсден — автор многих статей, а также книг, среди которых:
1. Alice Amsden, Alisa De Caprio, James A. Robinson. The Role of Elites in Economic Development. — Oxford: Oxford University Press, 2012. — ISBN 978-0-19-965903-6.
2. Уйти от империи: путешествие развивающегося мира по аду и раю (Escape from Empire: The Developing World’s Journey through Heaven and Hell, MIT Press, 2007);
3. За пределами позднего развития: изменение политики Тайваня (Beyond Late Development: Taiwan’s Upgrading Policies, MIT Press, 2003);
4. Подъём «оставшихся»: трудности развитых из-за поздней индустриализации развивающихся (The Rise of the Rest: Challenges to the West From Late-Industrializing Economies, Oxford University Press, 2001);
5. Равнение рынка: Изменение экономик западной Европы (The Market Meets Its Match: Restructuring the Economies of Eastern Europe, Harvard University Press, 1994);
6. Новый гигант: Южная Корея и поздняя индустриализация (Asia’s Next Giant: South Korea and Late Industrialization, Oxford University Press, 1989) — книга получила награду «Лучшая книга в области политической экономии», выданную Американской ассоциацией политических наук в 1992 году.